# Pseudolmedia glabrata
Pseudolmedia glabrata är en mullbärsväxtart som först beskrevs av Frederik Michael Liebmann, och fick sitt nu gällande namn av C.C. Berg. Pseudolmedia glabrata ingår i släktet Pseudolmedia och familjen mullbärsväxter. Inga underarter finns listade i Catalogue of Life.